# Bernard Van Severen
Bernard Charles van Severen (Brugge, 14 januari 1761 - Brugge, 2 april 1837) was een Belgisch advocaat en politicus.

## Levensloop
Bernard van Severen was de zoon van Joseph van Severen en Thérèse Blocteur, behorende tot een familie van welvarend geworden veekwekers en slachters. Joseph was de halfbroer van Robrecht IV van Severen, die van 1748 tot 1792 abt was van de abdij Ten Duinen. Hij werd, net als zijn broer Jan-Baptist, advocaat, maar dreef ook handel.

## Tegen de Oostenrijkers
In 1790 behoorde Bernard tot de aanhangers van de revolutie tegen de Oostenrijkers en was hij pelotonchef bij de vrijwilligers van de Sint-Jorisgilde. Jan-Baptist promoveerde tot schepen van het Brugse Vrije, terwijl Bernard zich beperkte tot bescheiden secretarisfuncties.
Op 14 augustus 1792, onder Oostenrijks bewind, de week nadat zijn oom, de abt van de Duinenabdij, was begraven, werd Bernard, als opvolger van zijn andere oom, Karel Coutteau, tot baljuw of algemeen ontvanger van het Proosse beëdigd. Zoals het de gewoonte was wanneer iemand een vleiende functie kreeg toegewezen, werd dit door de buren gevierd. In de Geldmuntstraat, waar de gebroeders Van Severen woonden, werden de huizen versierd en vlaggen en wimpels boven de straat gehangen, terwijl 's avonds de huizen feestelijk werden verlicht en vuurwerk werd aangestoken. Van Severen was een van de laatste begunstigden van zo een publiek huldebetoon onder het ancien régime in Brugge. Drie maanden later was het de beurt aan een heel ander soort manifestaties.

## Franse tijd
Tijdens de eerste Franse overheersing (november 1792 – maart 1793) ontpopte Bernard zich, samen met zijn broer Jan tot een actieve voorstander van de revolutie. Ze maakten deel uit van het groepje van de voornaamste gangmakers van de 'Jacobijnse Club'. De keizersgezinde priester Jan van Hese schreef in zijn dagboek dat ze beiden behoorden tot de belangrijkste leden en redenaars. Terwijl Jan-Baptist zijn rol speelde in de revolutionaire Staten van Vlaanderen en als afgevaardigde in Parijs, bleef Bernard in Brugge actief en vervulde functies in het revolutionair bestuur van het Brugse Vrije.
Toen in maart 1793 de Oostenrijkers weer de macht namen, kwam Bernard in frontale botsing met bisschop Felix Brenart, die hem zijn functie van baljuw van het Proosse ontnam. Hij was immers de enige van alle mandatarissen van het Proosse die zijn geloof in de revolutie niet wilde afzweren en weigerde te verzaken aan de eed van vrijheid en gelijkheid die hij had afgelegd.
De Fransen waren evenwel spoedig terug (juli 1794) en van toen af vervulde Van Severen onder de opeenvolgende regimes talrijke openbare functies. Zo was hij van 1802 tot 1814 onafgebroken een van de vijf leden van de prefectuurraad.
In februari 1814 verdreven de geallieerde troepen de Fransen en werd Van Severen, door toedoen van zijn schoonbroer de Brouckère, benoemd tot intendant (zoveel als gouverneur) van West-Vlaanderen. De maand daarop vielen de Fransen Brugge weer binnen, en omwille van nog niet betaalde belastingen, namen ze van Severen en de Brugse burgemeester Jean-Jacques van Zuylen van Nyevelt als gijzelaars mee. Nadat de rekeningen prompt waren vereffend, werden ze vrijgelaten, maar Van Severen werd in de functie van intendant vervangen.

## Verenigd Koninkrijk
In het Verenigd Koninkrijk der Nederlanden moest over de nieuwe grondwet worden gestemd. Van Severen behoorde tot de meerderheid van tegenstemmers. Hij deed dit echter niet, zoals de meeste anderen, omdat hij die grondwet strijdig vond met zijn godsdienstige principes, maar omdat hij oordeelde dat niet ver genoeg werd gegaan in de scheiding tussen Kerk en Staat, dat de vrijheden onvoldoende waren verzekerd en dat de koning te veel macht behield.
Ondanks zijn negatief oordeel over de grondbeginselen van het nieuwe koninkrijk, aanvaardde Van Severen openbare functies. Na zijn korte periode als intendant, was hij van 16 april 1814 tot in 1816 'conseiller d'intendance' (zoveel als gedeputeerde). In 1816 werd hij lid van de nieuw opgerichte Provinciale Staten van West-Vlaanderen en werd onmiddellijk gedeputeerde. Hij was ook enkele tijd schepen van Brugge. Hij werd lid van de Koninklijke maatschappij van Vaderlandse taal en letterkunde, maar bleef ook lid van de Franstalige Société Littéraire.

## Belgische revolutie
Wanneer het tij zich tegen Willem I keerde, was Van Severen, samen met zijn schoonbroer Olivier Roels, met zijn schoonzoon Eugène van Outryve d'Ydewalle en met nog andere familieleden, aanwezig op het 'constitutioneel banket' dat op 9 juli 1829 de aanzet gaf tot de lokale opstand tegen Willem.
In september 1830 stelde graaf Ferdinand de Baillet, voor hij de provincie verliet, hem aan als gouverneur ad interim van de provincie West-Vlaanderen. Dit duurde maar kort, want in oktober daaropvolgend werden Felix de Mûelenaere, Charles Herwyn en Isidore Jullien door het revolutionaire Voorlopig Bewind tot commissaris van de regering benoemd.
Hij bleef nog bestendig afgevaardigde tot in 1836 en werd bij de eerste Belgische verkiezing voor de provincieraden in 1836 opnieuw verkozen tot provincieraadslid. Hij zat als ouderdomsdeken de eerste zitting van dit bestuurslichaam voor op 6 oktober 1836. Hij werd ook voorgedragen als voorzitter, maar verloor tegen de Oostendenaar Prosper Massez (1778-1846). Zes maanden later overleed hij.

## Huwelijk en nageslacht
Van Severen trad op 16 september 1799 in het huwelijk met Anna Maria Coleta de Stoop (1762-1825), weduwe van Charles de Pruyssenaere (°1757). Zij was de dochter van Jean-Jacques de Stoop (1726-1791), onder het ancien régime schepen van de stad Brugge, ontvanger generaal van het graafschap Vlaanderen en hoofdman van de Kamer van Koophandel, die in 1782 in de adelstand was verheven. Door dit huwelijk werd van Severen de schoonbroer van Charles de Brouckère (1757-1839), gehuwd met Charlotte de Stoop, en de oom van de bekende politici Charles en Henri de Brouckère. Charles de Brouckère senior was een edelman uit het ancien régime, net als andere schoonbroers van Bernard van Severen, namelijk advocaat generaal Joseph de Stoop (1771-1849), evenals rechter (en kunstschilder) Henri Albert Imbert de Mottelettes (1763-1837) en diens broer François Imbert (1775-1842), van 1819 tot 1830 schepen van Brugge, beiden met een zus De Stoop gehuwd.
Het enig kind van het echtpaar van Severen – de Stoop, Clemence van Severen (1801-1873), huwde met ridder Eugène van Outryve d’Ydewalle (1797-1854), en kreeg acht kinderen, waaronder een dochter die huwde met architect Jean Bethune, een zoon die tweemaal huwde met dochters de Serret en een zoon die huwde met een Aronio de Romblay. Beide zoons zorgden voor een uitgebreide afstamming. Aldus werden de van Severens de rechtstreekse voorvaders van alle van Outryve d'Ydewalles en van hun aanverwanten de Bethune en d'Udekem d’Acoz, onder wie koningin Mathilde.

## Raepenburg
Woonachtig in de Geldmuntstraat in Brugge verhuisde Van Severen naar de Casselberg in de Hoogstraat, voormalige woonst van Petronilla van Outryve en eigendom van kanunnik Georges van Outryve. In 1798 kocht hij een domein in Ruddervoorde, gekend als 'Bos Papenburgh' op de Ferrariskaarten. Hij liet er rond 1800 in empirestijl het kasteel Raepenburg optrekken. Na zijn overlijden woonde dochter Clemence er tot aan haar dood in 1873. Later kwam het kasteel onder anderen in het bezit van haar achterkleinzoon Stanislas Emmanuel van Outryve d'Ydewalle die er echter nooit woonde. Vanaf het laatste kwart van de twintigste eeuw werd het kasteel opnieuw door afstammelingen bewoond, uit de familie d'Udekem d'Acoz.
Toen Van Severen in 1837 stierf, liet hij onder meer 440 ha gronden en een aantal huizen na aan zijn dochter. Zijn vermogen (nog afgezien van dat van zijn eerder overleden echtgenote, dat al verdeeld was), was aanzienlijk gegroeid als men het vergeleek met dat van zijn vader vijftig jaar eerder. Dat nochtans een gedeelte van zijn eigendommen afkomstig was van zijn ouders, werd aangetoond door het feit dat een deel van zijn bezit nog in onverdeeldheid was met andere erfgenamen van het echtpaar van Severen-Blocteur.